# Preußischer 2051 und 2052
Die Triebwagen 2051/2052 der Preußischen Staatsbahn waren zwei Triebwagen für den Versuchsbetrieb auf den Versuchsbahnen der Zweigbahn Schöneweide–Spindlersfeld und Oranienburger Versuchsbahn.
Sie gelten als die ersten Triebfahrzeuge in Deutschland, die mit Einphasen-Wechselstrom mit dem Stromsystem 6 kV 25 Hz betrieben wurden. Bestellt und gebaut wurden die Fahrzeuge für die Bahnstrecke Murnau–Oberammergau für die geplante Elektrifizierung mit 800 V Drehstrom 40 Hz. Die Fahrzeuge wurden nach Beendigung des Versuchsbetrieb in Deutschland ausgemustert und verschrottet.

## Geschichte
Bestellt wurden die Fahrzeuge für die geplante Elektrifizierung der Lokalbahn Murnau–Oberammergau, die damals im Besitz der O. L. Kummer GmbH stand. Der Lieferant der Fahrzeuge ist nicht bekannt. Aus der Literatur ist zu entnehmen, dass die Elektrifizierung anlässlich der Passionsspiele Oberammergau 1900 nicht fertiggestellt werden konnte und die Fahrzeuge mit der Achsfolge Bo’2’ einen für die Lokalbahn zu hohen Achsdruck aufwiesen. Die Folge dieser fehlgeschlagenen Elektrifizierung war, dass die Preußischen Staatseisenbahnen beide Triebwagen aus der Konkursmasse der Bahn erwerben konnte.
Zur geplanten Elektrifizierung von Fernbahnstrecken mit einphasigem Wechselstrom wollte die UEG einen Betriebsversuch außer auf einer Werkbahn auf einer Eisenbahnstrecke durchführen, was zum Versuchsbetrieb auf der Zweigbahn Schöneweide–Spindlersfeld führte.
Die Versuche mit den Fahrzeugen waren erfolgreich und führten zur Elektrifizierung der Hamburg-Altonaer Stadt- und Vorortbahn. Der Triebwagen konnte allein, im Verbund mit dem anderen Fahrzeug oder mit drei zwischengestellten Beiwagen im Mischbetrieb verkehren. Dampfzüge und Elektrozüge konnten auf demselben Gleis verkehren. Dabei wurden planmäßig Geschwindigkeiten bis 40 km/h gefahren, bei Versuchen wurden 60 km/h erreicht. Nach dem Ende der Versuche bei der Spindlersfelder Bahnlinie wurden die Fahrzeuge bei der Oranienburger Versuchsbahn für verschiedene Tests verwendet. Dort wurden beide Triebwagen ausgemustert. Je ein Winter-Eichberg-Motor der Wagen befindet sich im Deutschen Museum München und im Deutschen Technikmuseum Berlin.

## Konstruktion
Ein Foto des originalen vierachsigen Triebwagens mit Drehstromantrieb ist in der Literatur zu sehen. Sie zeigt den Triebwagen als einen umgebauten vierachsigen Personenwagen mit Oberlichtaufbau. In der Ursprungsversion wurden Lyra-Stromabnehmer verwendet. Dazu ist vermerkt, dass der Wagen für die maximal zulässige Achslast von 13 Tonnen zu schwer geraten war.
Deshalb erscheint der Triebwagen für seine zweite Karriere bei der Zweigbahn Schöneweide–Spindlersfeld mit zwei dreiachsigen Drehgestellen. Ein Drehgestell war ein dreiachsiges Laufgestell, bei dem anderen wurden in den äußeren Achsen zwei Antriebe mit vierpoligen Fahrmotoren der Bauart Winter-Eichberg eingebaut. Die Lagerung der Fahrmotoren im Drehgestell war in Tatzlager-Bauweise vorgenommen, das Übersetzungsverhältnis der Zahnräder betrug 1:4,26. Bei der Eröffnung des Versuchsbetriebes um 1902 wurde die Steuerung des Triebwagens noch als Handakrobatik bezeichnet. So mussten die beiden um 90° versetzt angeordneten Bürstengruppen der Repulsionsmotoren von Hand verstellt werden. Die Drehzahl- und Drehmomentenverstellung musste über zwei Schaltwalzen von Hand unter vorgegebener Abfolge nach bestimmten Messergebnissen betätigt werden, um einen funkenfreien Lauf zu erreichen. Deshalb wurde beim Probebetrieb mit halber Industriefrequenz gespeist, um die Funkenbildung besser einschränken zu können.
Um 1904 war von solcher komplizierten Steuerung keine Rede mehr; es wurde von zwei Bürstensätzen gesprochen, die senkrecht aufeinander stehen.  Nun erledigte eine Schützensteuerung die Steuerung des Wagens durch die Änderung der Erregerspannung infolge Änderung der Anzapfung des Erregertrafos. Sämtliche Schaltstellungen der Schützensteuerung wurden elektromagnetisch vorgenommen. Bei den Schalthandlungen traten keine Verluste durch Widerstände auf.
Im Führerstand waren der Fahrschalter und der Richtungswendeschalter als einzige Bedienelemente verblieben. Der Fahrschalter besaß von Anfang an die Totmanneinrichtung. Die Fahrmotoren wurden stromlos, wenn die Fahrschalterkurbel nicht niedergedrückt wurde. Der Fahrschalter konnte nicht betätigt werden, wenn der Richtungsschalter nicht in einer der beiden Stellungen vorwärts oder rückwärts eingestellt war. Da die Fahrzeugsteuerung als Niederspannungssteuerung ausgelegt war, konnten beide Triebwagen über die Vielfachsteuerung ferngesteuert werden, wenn sie mit dem Steuerkabel verbunden waren.
Abgebremst wurden die Fahrzeuge mit der Druckluftbremse Bauart Westinghouse. Die dafür benötigte Druckluft wurde von einem Luftpresser, der von einem Elektromotor mit einer Leistung von drei PS angetrieben wurde, erzeugt. Für den Notfall konnte durch das Umpolen der Fahrtrichtung Rückstrom gegeben werden.